# سبنسر شاندرا هربرت
سبنسر شاندرا هربرت هو سياسي كندي، ولد في 15 مايو 1981 في فانكوفر في كندا. حزبياً، نشط في Coalition of Progressive Electors ‏. وقد انتخب عضو الجمعية التشريعية لكولومبيا البريطانية ‏ عن دائرة Vancouver-West End ‏ خلال فترته النيابية ‏.